# Sizilianisch im Anzuge
Sizilianisch im Anzuge ist eine Eröffnung im Schachspiel. Sie entwickelt sich aus der Englischen Eröffnung und zählt zu den Geschlossenen Spielen. In den ECO-Codes ist Sizilianisch im Anzuge unter den Schlüsseln A20–A29 klassifiziert.
Jede ihrer Hauptvarianten beginnt mit folgenden Zügen (siehe auch: Schachnotation):
1. c2–c4 e7–e5
Der Name bezieht sich auf die mit vertauschten Farben gespielte Sizilianische Verteidigung: 1. e2–e4 c7–c5, weil Weiß hier als Anziehender den charakteristischen Bauernzug auf der c-Linie macht.

## Varianten und Eröffnungsideen
Weiß verfügt nun über zwei Hauptfortsetzungen, mit denen er um die Kontrolle des zentralen Feldes d5 kämpft:
- 2. Sb1–c3
- 2. g2–g3 (mit Fianchetto des Läufers)

Seltener anzutreffen sind:
- 2. e2–e3, 2. d2–d3 und 2. Sg1–f3

Beide Hauptsysteme können im weiteren Spielverlauf durch Zugumstellung ineinander übergehen. Die Namensgebung dieser Eröffnung zeigt sich dabei auch im Englischen Vierspringerspiel:
2. Sb1–c3 Sg8–f6
3. Sg1–f3 Sb8–c6
4. g2–g3, denn nach 4. … d7–d5
5. c4xd5 Sf6xd5 ist nun eine Stellung entstanden, die mit vertauschten Farben und einem Mehrtempo für Weiß charakteristisch für die Drachenvariante bzw. Beschleunigte Drachenvariante der Sizilianischen Verteidigung ist. Aufgrund des weißen Mehrtempos ist eine Aufstellung entsprechend der „Klassischen Variante“ des Drachens angesagt. Nach 6. Lf1–g2 zieht Schwarz seinen Sd5 nach b6 zurück um d2–d4 zu verhindern. Dazu dient weiterhin nach 7. 0–0 das Offenhalten der d-Linie mit Lf8–e7.
Dementsprechend gibt es auch die Reaktion im Sinne der Rossolimo-Variante der Sizilianischen Verteidigung, 4. … Lf8–b4, nicht nur auf 4. g2–g3, sondern auch nach der Hauptalternative 4. e2–e3 und schon im dritten Zug auf sofortiges 3. g2–g3.
Das Zurückhalten von Sg1–f3 bei 3. g2–g3 macht die Keres-Variante 3. … c7–c6 sinnvoll. Denn der durch 4. Sg1–f3 e5–e4 vorgelockte Bauer e4 kann durch d7–d5 stabilisiert werden.
Nach 3. Sg1–f3 Sb8–c6 4. e2–e3 Lf8–b4 5. Dd1–c2 wird unterschieden in die Romanischin-Variante 5. … Lb4xc3 und die Stean-Variante 5. … 0–0 6. Sc3–d5 Tf8–e8 7. Dc2–f5. Das Bauernopfer des Schwarzen 4. e2–e3 Lf8–b4 5. Sc3–d5 e5–e4 6. Sf3–g1 0–0 7. a2–a3 Lb4–d6 8. Dd1–c2 Tf8–e8 9. Sg1–e2 b7–b5 wurde von Romanischin eingeführt.
Daneben existieren noch
Nenarokow-Variante: 4. d2–d4 e5xd4 5. Sf3xd4 Lf8–b4 6. Lc1–g5 h7–h6 7. Lg5–h4 Lb4xc3 8. b2xc3 Sc6–e5
Bradley-Beach-Variante: 4. d2–d4 e5–e4
Nimzowitsch-Variante: 4. e2–e4
Marini-Variante: 4. a2–a3
Capablanca-Variante: 4. d2–d3
Das Bellon-Gambit 1. c2–c4 e7–e5 2. Sb1–c3 Sg8–f6 3. Sg1–f3 e5–e4 4. Sf3–g5 b7–b5 strebt ein starkes schwarzes Bauernzentrum nach 5. c4xb5 d7–d5 oder 5. Sc3xb5 c7–c6 6. Sb5–c3 d7–d5 an. Die sofortige Bekämpfung des schwarzen Bauernzentrums ist 5. d2–d3.
Entsprechend der Sizilianischen Verteidigung gibt es auch hier einen geschlossenen Aufbau mit 2. … Sb8–c6 und 3. … g7–g6. Eine Beispielpartie ist Smyslow-Liberson, UdSSR-Meisterschaft 1968.
Der Verzicht auf Sb1–c3 macht sich bei 2. g2–g3 c7–c6 3. Sg1–f3 e5–e4 4. Sf3–d4 d7–d5 5. c4xd5 an Dd8xd5 bemerkbar. 6. Sd4–c2 Sg8–f6 7. Sb1–c3 vertreibt zwar die Dame. Auf h5 wird die Dame aber das geschwächte Feld h3 beäugen.